# Cavigliano
Cavigliano es una comuna suiza del cantón del Tesino, situada en el distrito de Locarno, círculo de Melezza. Limita al norte con la comuna de Maggia, al este con Verscio, al sureste con Losone, al sur y suroeste con Centovalli, y al noroeste con Isorno.

## Personalidades
- Julien de Parme, pintor del siglo XVIII